# Ernesto Campanelli
Ernesto Campanelli (Nuoro, 13 aprile 1891 – Formia, 18 luglio 1944) è stato un militare e aviatore italiano che, dopo la fine della prima guerra mondiale, prese parte, in coppia con Francesco De Pinedo, alla Crociera aerea d'Olanda (13 luglio-4 agosto 1924) e al raid Italia-Australia-Giappone (20 aprile-7 novembre 1925) con l'aviatore Eduardo Alfredo Olivero e, con il miliardario Bernardo Duggan, alla trasvolata delle due Americhe (24 maggio-13 agosto 1926), poi alla Crociera aerea del Mediterraneo Occidentale (26 maggio-2 giugno 1928), alla Crociera aerea transatlantica Italia-Brasile (17 dicembre 1930-15 gennaio 1931), e infine alla Crociera aerea del Decennale (8 maggio-30 agosto 1933).

## Biografia
Nacque a Nuoro il 18 luglio 1891, figlio di Vittorio e di Giovanna Maria Dessì. Si trasferì giovanissimo ad Oristano e, all'età di 17 anni si arruolò volontario nella Regia Marina, partecipando nel 1911 alle operazioni navali della guerra italo-turca.
Dopo la dichiarazione di guerra del Regno d'Italia all'Impero austro-ungarico, avvenuta il 24 maggio 1915, rimase in servizio sulle navi fino al luglio 1917, quando chiese ed ottenne il passaggio ai reparti dell'aviazione, prestando servizio in qualità di osservatore nella 256ª Squadriglia di idrovolanti di stanza sull'idroscalo di Otranto. Decorato con la Croce al merito di guerra, dopo la fine del conflitto si dedicò ai raid aeronautici a lunga distanza.
In coppia con Francesco De Pinedo, dal 13 luglio al 4 agosto 1924 partecipò alla Crociera aerea d'Olanda; partendo da Sesto Calende (VA) i due aviatori arrivarono ad Amsterdam, con tappe a Zurigo, Magonza, Offenburg, Amsterdam, isola di Texel e ritorno a Roma con ammaraggio finale sul Tevere. Come motorista, sempre in coppia con De Pinedo, dal 20 aprile al 7 novembre 1925 compì il raid Italia-Australia-Giappone, una trasvolata di 55.000 km, durata 370 ore, con partenza dall'idroscalo Sant'Anna di Sesto Calende ed arrivo a Melbourne, poi a Tokyo e infine ritorno a Roma con ammaraggio sul Tevere, il tutto  volando a bordo di un idrovolante SIAI S.16ter, ribattezzato “Gennariello”. L'impresa gli conferì grande prestigio e gli valse il titolo di Cavaliere dell'Ordine della Corona d'Italia.
Dal 24 maggio al 13 agosto 1926 fu compagno dell'aviatore Eduardo Alfredo Olivero e del miliardario Bernardo Duggan nella trasvolata delle due Americhe da New York a Buenos Aires, via Cuba, volando su un idrovolante Savoia-Marchetti S.59.
Dal 26 maggio al 2 giugno 1928, in qualità di motorista di un apparecchio Savoia S. 59 Bis, partecipò alla Crociera aerea del Mediterraneo Occidentale.
Tra il 17 dicembre 1930 e il 15 gennaio 1931, volando su un idrovolante Savoia-Marchetti S.55 (matricola I-LONG), prese parte alla Crociera aerea transatlantica Italia-Brasile. La partecipazione a tale impresa gli valse la promozione a capitano per meriti straordinari. Nel 1933, sotto il comando di Italo Balbo, prese parte alla Crociera aerea del Decennale, Roma-Chicago-New York–Roma. Balbo lo mandò presso la base canadese di Shediak, dall'8 maggio 1933 al 30 agosto 1933, per sovrintendere a tutto quanto fosse necessario per quella tappa. Per questo venne decorato con la Medaglia commemorativa della Crociera aerea del Decennale.
All'atto dell'entrata in guerra del Regno d'Italia, avvenuta il 10 giugno 1940, dirigeva la scuola di motoristi per l'aeronautica di Capodichino a Napoli, passando successivamente a quelle di Cecina e Firenze. Dal 28 ottobre 1940 al 23 aprile 1941 partecipò dapprima alla campagna di Grecia e poi all'invasione della Jugoslavia.
Quando fu proclamato l'armistizio dell'8 settembre 1943 si trovava in centro Italia, senza possibilità di raggiungere la famiglia che viveva a Napoli, in quanto il paese era virtualmente diviso in due dalla linea del Volturno con a nord i tedeschi e a sud gli Alleati.
Alcuni giorni dopo la liberazione della Toscana si fece prestare una motocicletta per raggiungere la famiglia a Napoli. Quando mancavano 98 km alla destinazione, nei pressi di Formia venne travolto da una camionetta francese, rimanendo ferito gravemente. Si spense per i postumi dell'incidente e per un'embolia il 18 luglio 1944.
Alla sua memoria è intitolato l'aeroporto di Oristano-Fenosu, e una via del quartiere "Sa Rodia" a Oristano.

### Fonti
1. 1 2 3  Mancini 1936, p. 136.
2. ↑  Italia, Nuoro, Nuoro, Stato Civile (Tribunale), 1866-1915," database with images, FamilySearch (https://familysearch.org/ark:/61903/1:1:Q2M9-Y3SL : 18 July 2016), Ernesto Campanelli, 13 Apr 1891; citing Birth, Nuoro, Nuoro, Italy, Tribunale di Nuoro (Court Nuoro); FHL microfilm 1,962,087
3. 1 2 3 4 5 6 7 8  Aerei Italiani.
4. 1 2 3 4 5 6  Alberto Cauli.
5. ↑  L'Ala d'Italia n.1, gennaio 1931, p. 86.